# ظاهرة الصوت الإلكتروني

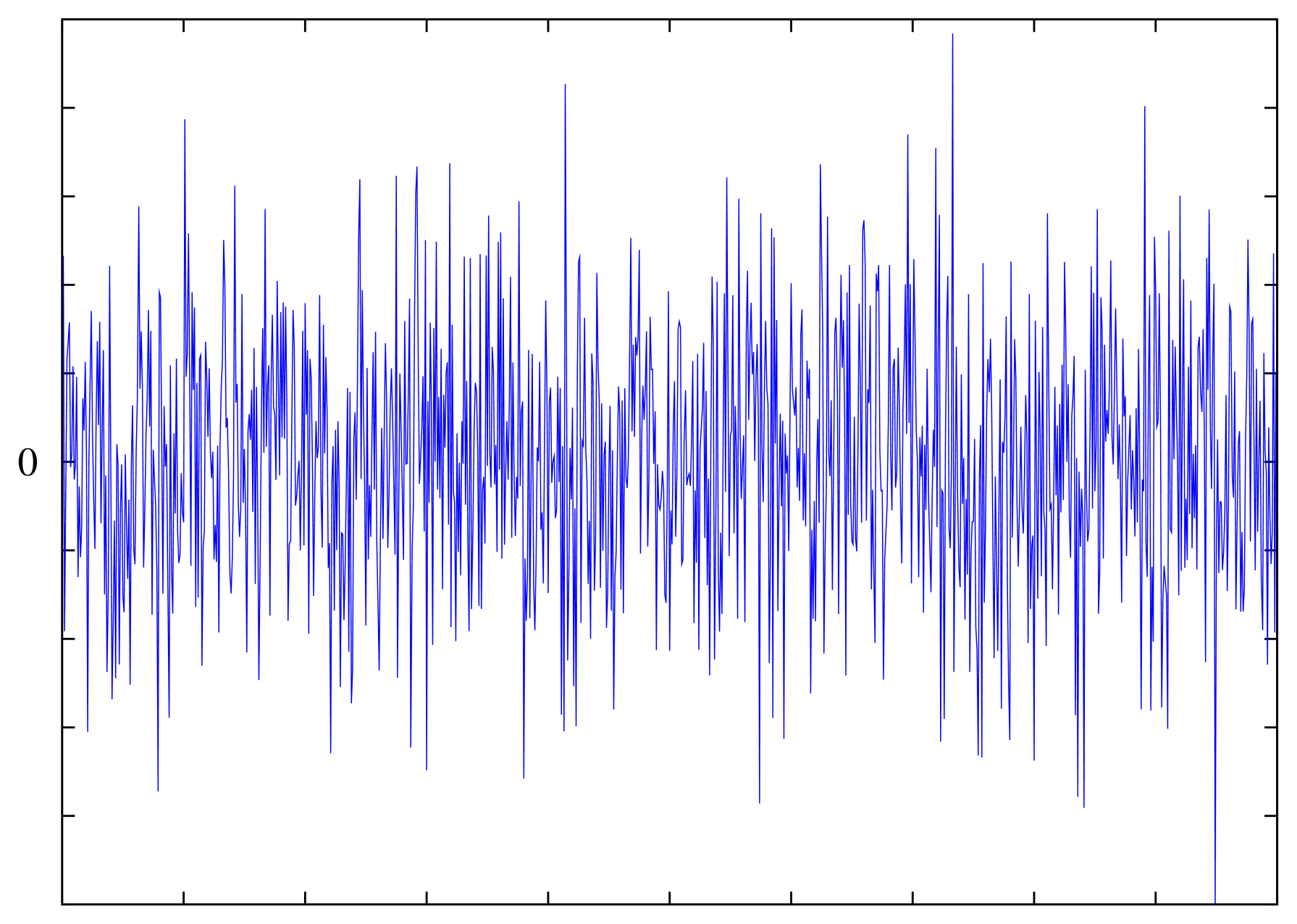
نمط موجة من الضوضاء البيضاء المرسومة على رسم بياني

الظواهر الصوتية الإلكترونية (بالإنجليزية: electronic voice phenomena،‏ EVP اختصارًا)‏ هي عبارة عن أصوات موجودة في تسجيلات إلكترونية يتم تفسيرها على أنها أصوات روحية. وقد وصف كونستانتس راوديف، المتخصص في علم التخاطر والذي أشاع الفكرة في السبعينيات، بأنها قصيرة وعادة ما تكون طول كلمة أو عبارة قصيرة.
ينظر المتحمسون في مجال البحث عن الأشباح إلى هذه الظاهرة على أنها شكل من أشكال الخوارق التي توجد غالبًا في التسجيلات ذات الضوضاء الثابتة أو الخلفية الأخرى. لكن العلماء يعتبرونها شكل من أشكال التوجز السمعي، الباريدوليا (أي تفسير وجود أصوات عشوائية كأنها أصوات لكلمات بلغة الباحث) ومن العلوم الزائفة المنتشرة عادة في الثقافة الشعبية التي تؤمن بالخرافات. التفسيرات العلمية تدل على ركاكة الظاهرة وألدلائل على ذلك تشمل الاستسقاط (إدراك الأنماط في المعلومات العشوائية)، ومعدات قديمة، وخدع.

## التفسيرات والأصول
تشمل أهداف عمل الظواهر الصوتية الإلكترونية في مجال الخوارق اللاطبيعية طبع الأفكار الإنسانية مباشرة على الوسائط الإلكترونية من خلال التحريك العقلي والاتصال بكيانات متجردة مثل الأرواح، وبالطاقات الطبيعة مثل كائنات من أبعاد أخرى أو من خارج الأرض. وذلك من خلال توصيل الأفكار الذكية بوسائل غير اعتيادية لتكنولوجيا الاتصالات. لكن معظم الحالات المبلغ عنها صراحةً تعارض هذا الافتراض بشكل صريح وتوفر تفسيرات لا علاقة لها بأي آليات جديدة لا تستند إلى ظواهر علمية تقليدية.
في إحدى الدراسات التي أجراها عالم النفس إيمانتس باروس، لم يستطع إثبات أو تكرار أصول الخوارق التي زعم أنها مصدر الأصوات التي سجلها تحت ظروف خاضعة للرقابة. بهذا الخصوص، كتب براين ريجال في بحثه بعنوان «العلوم الزائفة: موسوعة حرجة (2009)» آنه «يمكن تقديم وإثبات شرح أن العديد من الظواهر الصوتية إلكترونية هي من تأثيرت عملية التسجيل نفسها والتي لا يدري بها المشغلون. غالبية مصادرالظواهر الصوتية إلكترونية التي سجلت لديها مصادر بديلة غير روحية. وحتى في الحالات الشاذة، ليس هناك أي دليل واضح على أنها من أصل روحي.» 

### التفسيرات الطبيعية
هناك عدد من التفسيرات العلمية البسيطة التي تفسر الظواهر الصوتية إلكترونية المسجلة، منها التداخل اللاسلكي وميل العقل البشري إلى تصوير أنماط صوتية عشوائية على أن لها معان. كما يبدو أن بعض التسجيلات كانت خدع تم تسجيلها من أجل الاحتيال أو للخداع.

#### في علمي النفس والإدراك
الباريدوليا السمعية هي حالة تنشأ عندما يفسر الدماغ بشكل غير صحيح أنماط صوتية عشوائية على أنها أنماط مألوفة. في حالة الظواهر الصوتية إلكترونية، قد يفسر المراقب أي ضوضاء صوتية عشوائية مسجلة باعتبارها صوت أو كلمات مألوفة قريبة لكلمات أو تعابير إنسانية. ومن هذه الدلائل أن هناك ميل إلى تحديد الصوت الظاهر في تسجيلات الضوضاء البيضاء لكونهم كلمات بلغة مفهومة جيدًا من قبل الباحثين، وليس على أنهم بلغة غير مألوفة. وتم تفسير مجموعة واسعة من الظواهر التي أشار إليها المؤلف جو بانكس على أنها أصوات رورشاخ كتفسير شامل لجميع الظواهر الصوتية إلكترونية.
يقول المشككون أمثال ديفيد فيدرلين وكريس فرينش وتيرينس هاينز ومايكل شيرمر إنه عادة يتم تسجيل الظواهر الصوتية إلكترونية برفع «أرضية الضوضاء» - وهي الضوضاء الكهربائية الناتجة أجهزة كهربائية في محيط التسجيل - من أجل خلق ضوضاء بيضاء. عند تصفية هذه الضوضاء، يمكن إنتاج الضوضاء التي تبدو مثل الكلام. يقول فيدرلين أن هذا لا يختلف عن استخدام دواسة «واه» على الإيتار، والذي هو مرشح اكتساح تركيزي ويتحرك في جميع أنحاء الطيف ليخلق أصوات بأحرف علة مفتوحة. وهذا ما يقول لفيدرلين عنه أنه يبدوا مثل بعض الظواهر الصوتية إلكترونية تماما. هذا، وبالاقتران بأشياء مثل التعديل المتقاطع للمحطات الإذاعية أو الحلقات الأرضية الخاطئة، يمكن أن يتسبب في ظهور أصوات خارقة. تومن خصائص تطور الدماغ البشري أنه يقلم (يحلل ويصنف) الأنماط، وإذا استمع الشخص إلى ضوضاء كافية، فسيكتشف الدماغ كلمات فيها، حتى عندما لا يكون هناك مصدر ذكي لها. يلعب التوقع أيضًا دورًا مهمًا في جعل الناس يعتقدون أنهم يسمعون أصواتًا في ضوضاء عشوائية.
والإستسقاط («الاكتشاف التلقائي للعلاقات أو لمعنى في أشياء عشوائية أو غير مرتبطة أو لا معنى لها») له دور في تفسير الظواهر. وهو غير الباريدوليا (الباريدوليا تجد كلمات، بينما الإستسقاط يجد معاني). وفقًا لعالم النفس جيمس ألكوك، آنه يمكن تفسير الظواهر الصوتية عن طريق الإستسقاط وذلك بسبب التعديل أو التوقع أوالتفكير الرغبوي. وخلص ألكوك إلى أن «الظواهر الصوتية الإلكترونية هي نتاج الأمل والتوقعات؛ لكن صدقية النتائج تسقط تحت ضوء الفحص العلمي».

#### في العلوم الفيزيائية
يمكن إرجاع وجود الأصوات الإلكترونية إلى ظاهرة التداخل، خاصة تلك المسجلة على الأجهزة التي تحتوي على دارات رنانة توافقية. تمثل هذه الحالات أصوات صادرة عن محطات الراديو أو أصوات أخرى من مصادر البث. تم توثيق أن العديد من الظواهر الصوتية الإلكتروية كانت ناتجة عن التداخل من البث الإذاعي أو من أراديو الهواة أوعن الشاشات اللاسلكية للأطفال، أو من حالات شاذة ناتجة عن التشكيل المتقاطع من الأجهزة الإلكترونية الأخرى. ومن الممكن للدوائر الإكريستالية أن يتردد صداها حتى بدون أي مصدر طاقة داخلي عن طريق الاستقبال اللاسلكي.
ومن أسباب الأخرى لصدور الأصوات هو أخطاء الالتقاط وهي حالات شاذة تحدثها الطريقة المستخدمة في التقاط الإشارات الصوتية، مثل الضوضاء الناتجة عن تضخيم زائد للإشارة عند نقطة التسجيل.
كما يمكن ارجاع صدور هذه الآصوات عند محاولة زيادة وضوح التسجيل الصوتي إلكترونيا. ومن هذه الطرق إعادة التصنيف، عزل التردد، وخفض الضوضاء أو تحسينها، والتي يمكن أن تسبب تسجيلات ذات صفات مختلفة بشكل كبير عن تلك التي كانت موجودة في التسجيل الأصلي.
ومن الأسباب الأخرى على نشؤ الأصوات، استخدام معدات تسجيل الشرائط ذات رؤوس مسح وتسجيل محاذاة سيئ، مما يدى إلى مسح غير كامل للتسجيلات الصوتية السابقة على الشريط. قد يسمح ذلك بتجميع أو خلط نسبة صغيرة من المحتوى السابق في تسجيل «صامت» جديد.  

#### دور النيازك والشهب
من المعروف فيزيائيا عن امكانية انعكاس البث الإذاعي بموجات تفوق الـ 30 ميغاهيرتز (والتي لا تنعكس في الأيونوسفير) في ارتطام موجاتها الإذاعية بالنيازك أو بالجزيئات والأيونات التي تخلفها الشهب ورائها في ما يعرف بالاجتثاث. هذه الموجات المنعكسة هي من أجهزة الإرسال التي تقع أسفل أفق انعكاس النيزك المستقبِل. يعني هذا في أوروبا أن الموجة المنتشرة القصيرة قد تحمل صوتًا أجنبيًا يمكن أن يتداخل مع مستقبلات الراديو. يدوم انعكاس موجات الراديو عن النيزك ما بين 0.05 ثانية وثانية واحدة وذلك بحسب حجم النيزك.